# ستيفان فويتيك
ستيفان فويتيك، (بالإنجليزية: Ștefan Voitec) (أيضًا ستيفان فويتيش أو ستيبان فويتيك؛ من مواليد 19 يونيو 1900 - 4 ديسمبر 1984)، صحفي وسياسي ماركسي روماني شَغِل مناصب مهمة في جهاز الدولة في رومانيا الشيوعية. ظهر لأول مرة كعضو في الحزب الشيوعي الروماني في أواخر سن المراهقة وشكّل حزب العمال الاشتراكي في رومانيا ثم الحزب الاشتراكي الموحد، بينما شارك أيضًا في نشاط حقوق الإنسان والدعوة إلى إصلاح السجون. في فترة منتصف الثلاثينيات كان على اتصال بالحزب الشيوعي الروماني، الذي شكل معه تحالفات تكتيكية؛ ومع ذلك، فقد رفض خطه السياسي إذ كان معروفًا لفترة من الوقت بأنه تروتسكي. في عام 1939، انضم فويتيك إلى الحزب الديمقراطي الاجتماعي الموحد الذي جمع شمل مختلف الجماعات الاشتراكية المحظورة من قبل جبهة النهضة الوطنية. خلال الحرب العالمية الثانية، وعلى الرغم من الانسحاب الظاهري للحياة السياسية لإجراء الأبحاث، شَغِل فويتيك منصب وزير الحزب وانضم إلى مناهضة الفاشية السرية. تشير بعض التقارير إلى أنه كان أيضًا مناهضًا للشيوعية وانتقد الاتحاد السوفييتي لدرجة تأييد الحرب في الشرق. كمراسل حربي، قدم فويتيك مساهمات في الدعاية النازية، وهي قضية جعلته عِرضةً للابتزاز في العقود اللاحقة.
من يونيو عام 1944، لعب فويتيك دورًا في التخطيط للانقلاب المناهض للفاشية والتفاوض على برنامج موحد مع الشيوعي لوكريتسيو بتراسكانو. بعد هذا التغيير في النظام، ظهر فويتيك كزعيم للديمقراطيين الاشتراكيين الشرعيين. في نوفمبر، أصبح وزيرًا للتعليم وخدم في ظل حكومات مشتركة حتى ديسمبر عام 1947. بتغلبه على الماركسية اللينينية، نظّم فويتيك هيئة التدريس من جديد وشكّل تحالفًا لحزبه مع الحزب الشيوعي الذي ضمّه إليه لاحقًا. كان فويتيك عضوًا في المكتب السياسي للمجموعة الموحدة إذ مثّل مقاطعة دولج ثم مصنع إلكتروبوتير في الجمعية الوطنية الكبرى؛ شغل أيضًا منصب عضو أول رئاسة جمهورية في عام 1948، وكان لفترة وجيزة نائب رئيس الوزراء لبيترو غروزا. تم انتقاده بسبب تساهله وتناقضاته في تطبيق عقيدة الحزب، وتم تهميشه ووضعه تحت مراقبة الشرطة السرية الرومانية في أوائل الخمسينيات.
بعد أن شغل منصب رئيس سينتروكوب، التي جمعت تعاونيات المستهلكين في رومانيا، عاد فويتيك إلى المقدمة بين عامي 1955-1956 عندما أعيد تعيينه وزيرًا ثم نائبًا لرئيس الوزراء. في عام 1961، ضمّه جورج جورغيو ديج أيضًا إلى مجلس الدولة كرئيسًا للجمعية. على هذا النحو، أقر فويتيك صعود نيكولاي تشاوتشيسكو، وشارك في تنصيبه كأول رئيس لرومانيا (عام 1974). على الرغم من أن مكاتبه كانت في ذلك الوقت احتفالية إلى حد كبير، فقد استخدم منصبه للمطالبة بامتيازات للديمقراطيين الاشتراكيين السابقين الآخرين وحصل أيضًا على إعادة النظر في كونستانتين دوبروجيانو غيريا، الكلاسيكي الماركسي الروماني. قبل وقت قصير من وفاته إثر إصابته بالسرطان في عام 1984، ورد أن فويتيك أعرب عن أسفه لتحوله الشيوعي، ما أدى إلى تهميشه الثاني من قِبَل تشاوتشيسكو. يُذكر لمساهماته في التنمية الثقافية، التي ساعدت إلى حد كبير في إنشاء جامعة كرايوفا والمسرح الوطني ومجلة إيستوريك.

## سيرته الذاتية

### زمن الحرب
بعد عام 1936، كانت العلاقات بين حزبي (بي إس يو) و (بي سي آر) متوترة مرة أخرى، ما أدى إلى التدقيق في مواقف فويتيك وغيلرتر من قِبَل المراقبين الستالينيين. في يوليو عام 1937، زعم إشعار نشره الحزب الاشتراكي الموحد في كاتالونيا أن (بي إس يو) أصبح خصمًا للتضامن البروليتاري ليظهر «كـوكالة تروتسكية مزروعة في حضن الطبقة العاملة في رومانيا». في الشهر التالي، زعم الحزب الشيوعي الإستوني أن «الفاشيين التروتسكيين» الرومانيين، بما في ذلك غيلرتر وفويتيك وكريستيسكو وريتشارد ورمبراند، عملوا جنبًا إلى جنب مع فاشيي الحرس الحديد وكذلك مع الشرطة السرية الرومانية، سيغورانتا. قام تقرير مجهول نشرته الكومنترن في أكتوبر بشرح هذا من خلال الادعاء بأن غيلرتر كان لديه تفاهم مع سيغورانتا، ما سمح له بنشر نصوص تنتقد الشيوعية السوفييتية. أشار المصدر نفسه إلى أن قوات الأمن الخاصة قد تسللت إلى المقاتلين التروتسكيين وتسامحت معهم بشكل مثير للشكوك.
كان بوبوفيتشي قد طُرد بحلول ذلك الوقت من حزب (بي إس يو) بعد أن فضّل تشكيل تحالفًا أوثق مع الشيوعيين الرئيسيين. ترك هذا الانقسام فويتيك كأمين عام الحزب الوحيد في عام 1936؛ وبعد عام، تم ضمّ (بي إس يو) مرة أخرى إلى حزب (بي إس دي آر). بعد ذلك، تقلّد فويتيك منصب أمين مكتبة الحزب. على الرغم من حظره بعد فترة وجيزة من قبل جبهة النهضة الوطنية، ظل حزب (بي إس دي آر) نشطًا بشكل سري مع وجود فويتيك بمنصب الأمين العام في عام 1939. عادت قيادة حزب (بي إس آر) إلى وصفه بأنه تروتسكي مخزٍ. تظهر مثل هذه التوصيفات في وثيقة فبراير عام 1939، إذ جادل الشيوعيون بأنه لا يمكن تشكيل «جبهة بروليتارية» إلا مع جماهير (بي إس دي آر) وليس قادتهم. تقاعد فويتيك رسميًا من الحياة العامة خلال الحكم الديكتاتوري لأيون أنتونيسكو. كان متزوجًا من امرأة إيطالية تدعى فيكتوريا فويتيك، التي قيل بأنها عانت من مرض مزمن يتطلب تغييرات في المناخ؛ رُزق الزوجان بطفلة في أكتوبر عام 1934.
يشير تقرير واحد على الأقل إلى أن فويتيك أصبح صحفيًا في صحيفة كورينتول اليمينية المتطرفة. وعلاوةً على ذلك، أيّد فويتيك الجبهة الشرقية بالعمل كمراسل للصحف النازية مثل دير سولدات و سينتينيل. كانت نصوصه معادية بشكل واضح للسوفييت وأكد فيها أيضًا أن بيسارابيا كانت بالفعل مقاطعة رومانية. عمل فويتيك كباحث في المشاريع الموسوعية التي كانت بارزة سياسيًا. يتذكر بامفيل شيكارو المناهض للشيوعية توظيف فويتيك كمحرر في صحيفة إيفينينتول زيلي بحلول عام 1943؛ إذ كان عليه أن يعمل على «قاموس سياسي» هدفه تعريف الرومانيين بالمفاهيم الرئيسية في هذا المجال. وبحسب ما ورد، استخدم هو ونيكولاي كاراندينو هذا الغلاف للتواصل مع الخلايا المناهضة للفاشية بعد توكيل محامي فويتيك، ميرسيا ستيفانوفيتشي، في مكاتب تحرير مجلة تينيريتيا. في أنشطته العامة، حضر فويتيك حفل تكريم ذكرى الروائي بانيت إستريت الذي عيّن ألكسندرو تاليكس كمتحدثًا باسمه وبانيت موشويو كزميل متفرج.
حافظ فويتيك على منصبه كعضو في لجنة قيادة (بي إس دي آر) في الحركة السرية المناهضة للفاشية. بحلول منتصف عام 1943، انجذب إلى الحركة التي سعت إلى عزل أنتونيسكو، وتكونت باسم الجبهة الوطنية المناهضة للهتلرية. بصفتهما مندوبين عن حزب (بي إس دي)، تلقى كل من فويتيك وفيكتور براتفليانو من حزب (بي سي آر) الأخبار التي تم إلغاؤها من قِبَل الاشتراكيين، والتي كانت، كما لاحظ فويتيك، «تسوية لجميع النزاعات». توسط فويتيك بين حزب (بي إس دي آر) واتحاد الوطنيين؛ وتم تشكيل الجبهة المناهضة للهتلرية في منزل غيلرتر بمجرد أن استأنف فويتيك اتصالاته مع أصدقائه القدامى من حزبي (سي إن إيه) و (بي سي آر). تغاضت شرطة سيغورانتا عن زياراته مع بتراسكانو، الذي كان قيد الإقامة الجبرية الاسمية في بلدة بوتيني.
عمل فويتيك وباتراسكانو على منصة مشتركة لجبهة العمال الفردية بجمعهما الحزبين اليساريين؛ تمت صياغته في 10 أبريل وتم نشره لأول مرة في عيد العمال. خلال شهري مايو-يونيو من عام 1944، كان هناك تقارب بين جميع القوات الموالية للحلفاء التي تعمل ضد أنتونيسكو؛ وتم تشكيل كتلة من الأحزاب الديمقراطية أو الكتلة الديمقراطية الوطنية من قِبَل حزبي (بي إس دي آر) و (بي سي آر) وحزب الفلاحين الوطني والحزب الليبرالي الوطني. برفقة إيوسيف جومانكا، خدم فويتيك في لجنة المبادرة، التي انضم إليها أيضًا الشيوعيان كونستانتينشو-ياش وفاسيل بيغو بالإضافة إلى آخرين من حزب الفلاحون الوطنيون إيوان هوديكا ونيكولاي بينيسكو وأيضًا من اليبراليين الوطنيين - بيبي بريتيكا وفيكتور باباكوستيا وكونستانتين سي زامفريسكو. تقلّد كل من فويتيك وجومانكا منصب أمين الجبهة بالنيابة عن حزبهم. تشير مذكرة من المؤرخ هوديكا إلى أنه في ذلك الوقت استاء فويتيك من بيترو غروزا وجبهته التي مُنعت من الانضمام إلى التحالف. يدعي هوديكا أن فويتيك نشر شائعات تفيد بأن غروزا كان يتجسس لصالح السوفييت.
أدى الانقلاب الروماني عام 1944 في 23 أغسطس، الذي أعقبه احتلال سوفييتي، إلى تغيير النظام في رومانيا. لم يشارك فويتيك وباس بشكل مباشر في الانقلاب، لكنهما كانا ينتظران حدوثه في مبنى سكني في ميدان روسيتي. بمجرد إبلاغهما باعتقال أنتونيسكو، شقا طريقهما إلى مكاتب أديفرول حيث أعادا إصدار صحيفة ليبرتاتيا الاشتراكية. بعد فترة وجيزة، تمت ترقية فويتيك إلى اللجنة المركزية في الحزب. في 3 سبتمبر، قدم فويتيك، إلى جانب كونستانتينيسكو ياش وميهاي راليا وستانسيو ستويان وآخرين، نداءً يدعو إلى تطهير «العناصر الإجرامية من المنظمات النازية والمموهة بالنازية» بما في ذلك الحرس الحديدي. لفترة من الوقت، ذهب فويتيك إلى سويسرا وأرسل انطباعاته لصحيفة فابتا، وهي صحيفة لميرسيا داميان في بوخارست.
عُيّن فويتيك وزيرًا للتعليم - بدعم من تيتيل بيتريسكو، في حكومة ما بعد الحرب في كونستانتين سناتيسكو. في 5 نوفمبر عام 1944، أي بعد حوالي 25 يومًا من تنصيبه، أصدر «قانون فويتيك»، الذي عكس الفصل التعليمي وسمح للطلاب اليهود بالالتحاق بالمدارس الرومانية. تبع ذلك عن كثب مرسوم، وقعه أيضًا بتراشكانو وغيورغي فلاديسكو-راكوسا وغيكا بوب، والذي ذكر أن التقارير الذاتية هي الأساس الوحيد لوصف عرقية المواطنين وأنه من غير القانوني للدولة أن تبحث أو تفرض الانتماء العِرقي. أضاف أحد مراسيمه الأولى صالة الألعاب الرياضية إلى التعليم الإلزامي المدعوم من الدولة. وفقًا للكاتب فيليكس أديركا، كان هذا إجراءً إيجابيًا يمكن أن يطوّر الشباب الروماني. ولهذا السبب، «يجب ألا ننسى اسم فويتيك أبدًا».
في مارس عام 1945، انضم فويتيك إلى بارون وسيميون ستويلو وجورج إنيسكو كراعٍ فخري لجامعة الشعب التي كانت مرتبطة بالجمعية الرومانية للصداقة مع الاتحاد السوفييتي. في الشهر نفسه، تدخل لمنع سيفر بوكو وغيره من حزب الفلاحين الوطنيين من إنشاء جامعة تيميشوارا الإقليمية، ما سمح فقط بإنشاء كليتي الطب والهندسة الزراعية. في شهر مايو، تولى فويتيك المسؤولية الشخصية عن عملية تجديد الهيكل التعليمي وتشكيل لجنة تطهير موحدة والتشريع بأن جميع أعضاء هيئة التدريس كان عليهم تقديم تقارير عن أنشطتهم بين عامي 1938-1944. من شهر سبتمبر، أصدر فويتيك أوامر محددة «لتطهير الكتب» من المكتبات المدرسية بما في ذلك إلغاء المنشورات الأجنبية، ثم بين عامي 1946-1947، قدم بدلًا من ذلك موادًا وضعتها «دور النشر الديمقراطية». بحلول ذلك الوقت، كانت زوجته قد تولت أيضًا مهامًا سياسية. بصفتها وزيرة للعدل، كلفها بتراسكانو بقيادة الجمعية الوطنية الأرثوذكسية للمرأة الرومانية (إس أو إن إف آر) بالاشتراك مع صوفيا زوجة تيتيل بيتريسكو - التي حدّت من نشاط الجمعية حتى تم حظرها أخيرًا في عام 1948.